# Буфаль, Софьян
Софья́н Буфа́ль (фр. Sofiane Boufal; араб. سفيان بوفال‎; род. 17 сентября 1993, Париж) — марокканский и французский футболист, полузащитник клуба «Юнион».

## Клубная карьера
Софьян Буфаль — воспитанник футбольного клуба «Анже». 24 августа 2012 года Буфаль дебютировал за «Анже» в рамках Лиги 2 в домашнем матче против клуба «Истр», выйдя на замену на 81-й минуте. В июне 2013 года он подписал свой первый профессиональный контракт с «Анже» сроком на 3 года. В сезоне 2013/14 Буфаль стал игроком основного состава команды. Первый гол за «Анже» он забил 19 сентября 2014 года, открыв счёт в гостевом поединке против «Лаваля».
9 января 2015 года Буфаль перешёл в клуб Лиги 1 «Лилль» за 4 миллиона евро, контракт был заключён на 4,5 года. В главной французской лиге Буфаль дебютировал 17 января 2015 года в гостевом матче против «Лорьяна», выйдя в стартовом составе. 12 апреля того же года он забил свой первый гол в Лиге 1, который стал единственным в гостевой игре с «Эвианом». По итогам первого сезона в Лиге 1 Буфаль стал лучшим ассистентом в команде с 6 голевыми передачами. В конце 2015 года интерес к марокканцу стал проявлять «Пари Сен-Жермен», подыскивавший замену уходящему из клуба Эсекьелю Лавесси. Помимо парижан Буфаль попал в сферу интересов нескольких ведущих английских и итальянских клубов. 16 апреля 2016 года марокканец сделал хет-трик, внеся основной вклад в гостевую победу «Лилля» над клубом «Газелек».

## Карьера в сборной
26 марта 2016 года Софьян Буфаль дебютировал за сборную Марокко в матче против сборной Кабо-Верде в рамках отборочного турнира Кубка африканских наций 2017.

## Статистика выступлений

### В сборной
| Матчи и голы Софьяна Буфаля за сборную Марокко | Матчи и голы Софьяна Буфаля за сборную Марокко | Матчи и голы Софьяна Буфаля за сборную Марокко | Матчи и голы Софьяна Буфаля за сборную Марокко | Матчи и голы Софьяна Буфаля за сборную Марокко | Матчи и голы Софьяна Буфаля за сборную Марокко | Матчи и голы Софьяна Буфаля за сборную Марокко |
| №                                              | Дата                                           | Место проведения                               | Соперник                                       | Счёт                                           | Голы                                           | Соревнование                                   |
| ---------------------------------------------- | ---------------------------------------------- | ---------------------------------------------- | ---------------------------------------------- | ---------------------------------------------- | ---------------------------------------------- | ---------------------------------------------- |
| 1                                              | 26 марта 2016                                  | Национальный стадион Кабо-Верде, Прая          | Кабо-Верде                                     | 1:0                                            | —                                              | Квалификация КАН 2017                          |
| 2                                              | 29 марта 2016                                  | Стад де Марракеш, Марракеш                     | Кабо-Верде                                     | 2:0                                            | —                                              | Квалификация КАН 2017                          |

Итого: 2 матча / 0 голов; national-football-teams.com.

## Достижения

### Командные достижения
«Юнион»
- Чемпион Бельгии: 2024/25

### Награды
- Офицер Ордена Трона (2022)[14]